# Jose Lesta
José Lesta Mosquera est un essayiste et journaliste espagnol, né à La Corogne.

## Biographie
Il est théoricien du complot. Il a reçu un prix de la fondation Anomalia en 1996 pour ses travaux sur le paranormal. Ses articles ont été publiés dans les revues Enigmas del hombre y del universo, Año/Cero, et Más allá de la Ciencia.
Son livre Franco Top Secret fut le thème de l'émission de télévision Cuarto Milenio présentée par Iker Jimenez, avec qui il a été le coauteur d'un de ses livres.

## Thèmes
Parmi ses thèmes abordés figure la vie secrète du Général Franco, qu'il décrit comme un homme plus proche de l'ésotérisme que du national-catholicisme officiel dans son essai Franco top secret: esoterismo, apariciones y sociedades ocultistas en la dictadura publié en 2005 rejoignant en cela l'essayiste David Zurdo Saíz.

## Œuvres
- Conspiracion en la luna. Milenio 2, Aguilar, 2007, Madrid,  (ISBN 978-84-03-09768-1).
- Avec Miguel Pedrero, Claves ocultas del poder mundial: Club Bilderberg, masoneria, Bin Laden, Fidel Castro, CIA, eta..., Editorial Edaf, s.a., 2006, Madrid,  (ISBN 978-84-414-1726-7).
- Avec Miguel Pedrero, Franco top secret: esoterismo, apariciones y sociedades ocultistas en la dictadura, Ediciones Temas de hoy, s.a., 2005, Madrid,  (ISBN 978-84-8460-449-5)
- Las claves esotericas del III Reich: nazis: magia y ocultismo, Editorial Edaf, s.a., 2005, Madrid,  (ISBN 978-84-414-1612-3).
- Avec Iker Jimenez, El enigma nazi: el secreto esoterico del III Reich, Editorial Edaf, s.a., 2003, Madrid,  (ISBN 978-84-414-1335-1)